# أوقستي ارنو
أوقستي ارنو (بالفرنسية: Auguste Arnaud)‏ هو نحات فرنسي، ولد في 22 أغسطس 1825 في لا روشيل في فرنسا، وتوفي في 30 سبتمبر 1883 في شانتيه في فرنسا.